# For He's a Jolly Good Felon
«For He's a Jolly Good Felon» es el tercer y último sencillo del álbum The Betrayed, el cuarto álbum de estudio de la banda de rock alternativo Lostprophets.  

## Video musical
El vocalista Ian Watkins admitió que la canción, el video musical y la mayor parte de su actual álbum The Betrayed se basan en su crianza. Le dijo al Sun:.. "La canción es acerca de nosotros que creció en viviendas de protección oficial en Gales Las letras hablan de esa forma de vida, no estoy condonando que éramos buenos chicos, fue simplemente que nuestro entorno nos expone el anti-comportamiento social. En este nuevo álbum que he sido muy honesto líricamente sin filtro o productor. Ya he cubierto áreas como el acondicionamiento de la sociedad y mi ira hacia él, así que supongo que no quería repetir a mí mismo. 

## Listado de canciones
iTunes UK Single

Todas las canciones escritas y compuestas por Lostprophets. 
| iTunes UK Single |                                                      |          |  |
| N.º              | Título                                               | Duración |  |
| 1.               | «For He's a Jolly Good Felon» (radio edit)           | 3:11     |  |
| 2.               | «Dirty Little Heart» (acoustic live at Union Chapel) | 4:04     |  |

Remix
| L'Amour la Morgue Rinse and ReFix Edition |                                                                           |          |  |
| N.º                                       | Título                                                                    | Duración |  |
| 1.                                        | «For He's a Jolly Good Felon» (L'Amour la Morgue Rinse and ReFix Edition) | 5:33     |  |

Promo CD
| Standard Digital Download Single |                                            |          |  |
| N.º                              | Título                                     | Duración |  |
| 1.                               | «For He's a Jolly Good Felon» (radio edit) | 3:11     |  |

| 7" vinyl (Limited to 1000 copies) |                                            |          |  |
| N.º                               | Título                                     | Duración |  |
| 1.                                | «For He's a Jolly Good Felon» (radio edit) | 3:11     |  |

## Puesto
| Listas (2010)                  | Posiciones |
| ------------------------------ | ---------- |
| Reino Unido (UK Indie Chart)   | 9          |
| Reino Unido (UK Rock & Metal)  | 4          |
| Reino Unido (UK Singles Chart) | 99         |

## Personal
- Ian Watkins - voz principal
- Jamie Oliver - de piano, teclado, muestras, voces
- Lee Gaze - guitarra principal
- Mike Lewis - guitarra rítmica
- Stuart Richardson - guitarra baja
- Ilan Rubin - tambores, percusión (grabación)
- Luke Johnson - batería, percusión (video musical)